# Gare de Meudon
Ne doit pas être confondu avec Gare de Meudon-Val-Fleury ou Gare du Bas-Meudon.
La gare de Meudon est une gare ferroviaire française de la ligne de Paris-Montparnasse à Brest, située sur le territoire de la commune de Meudon, dans le département des Hauts-de-Seine, en région Île-de-France.
C'est une gare de la Société nationale des chemins de fer français (SNCF) desservie par les trains de la ligne N du Transilien.

## Situation ferroviaire
Établie à 87 m d'altitude, la gare de Meudon est située au point kilométrique (PK) 7,550 de la ligne de Paris-Montparnasse à Brest, entre les gares de Clamart et de Bellevue.

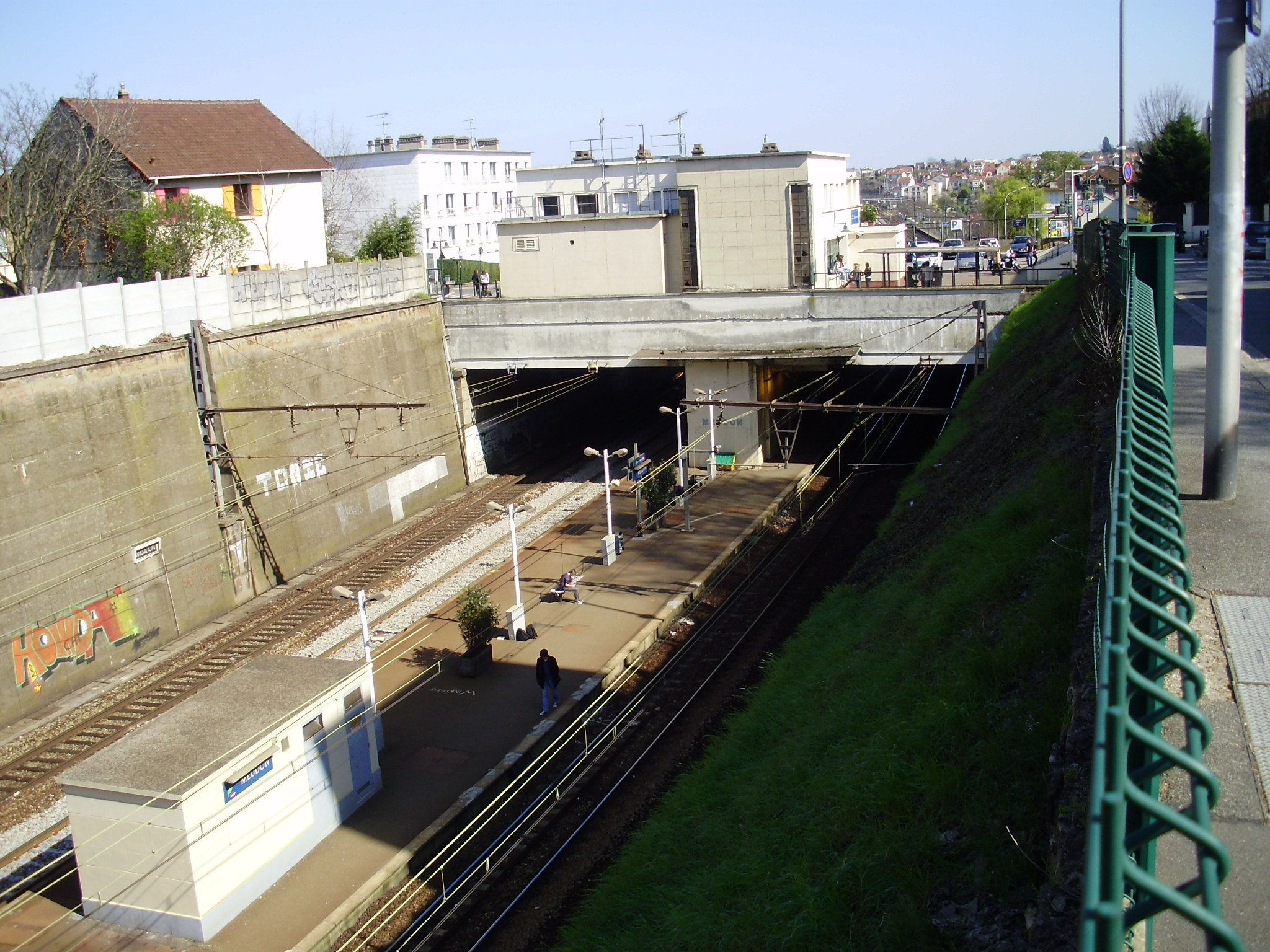
Le quai central.

## Histoire
Elle est mise en service le 10 septembre 1840 avec l'ouverture de la voie entre la gare de Paris-Montparnasse et la gare de Versailles-Rive-Gauche.
La construction originelle est remplacée en 1936 par un nouveau bâtiment voyageurs conçu par l'architecte Jean Philippot, qui a également conçu la gare de Vanves - Malakoff et celle de Trouville - Deauville, s'inspirant de l'esthétique du paquebot, emblématique du style art déco.
La gare est mentionnée à l'inventaire général du patrimoine culturel du XXe siècle depuis le 15 janvier 1996 et bénéficie de travaux de remise en peinture en 2017. Ces travaux sur une gare dépourvue d'ascenseur ainsi que d'escalators ne l'ont malheureusement pas rendue accessible aux personnes à mobilité réduite.

## Service des voyageurs

### Accueil
Gare SNCF, elle dispose d'un bâtiment voyageurs avec guichet, d'automate Transilien, du système d'information sur les circulations des trains en temps réel et de boucles magnétiques pour personnes malentendantes.
Elle est équipée d'un quai central et de deux quais latéraux encadrant quatre voies. Les deux quais latéraux servent uniquement en cas de problèmes ou de travaux sur les voies. Le changement de quai se fait par un passage souterrain.

### Desserte
En 2016, la gare est desservie par des trains de la ligne N du Transilien :
- aux heures de pointe, par la relation Paris-Montparnasse – Sèvres-Rive-Gauche, à raison d'un train toutes les 15 minutes[4] ;
- aux heures creuses, par les branches Paris - Rambouillet et Paris - Plaisir - Mantes-la-Jolie, à raison d'un train toutes les 15 minutes[4].

Le temps de trajet est d'environ 50 minutes depuis Rambouillet, 1 h 15 min depuis Mantes-la-Jolie, 35 minutes depuis Plaisir - Grignon et 10 minutes depuis Paris-Montparnasse.

### Intermodalité
Un parking pour les véhicules et les vélos y est aménagé. La gare n'est desservie par aucune ligne de bus.

## Galerie de photographies

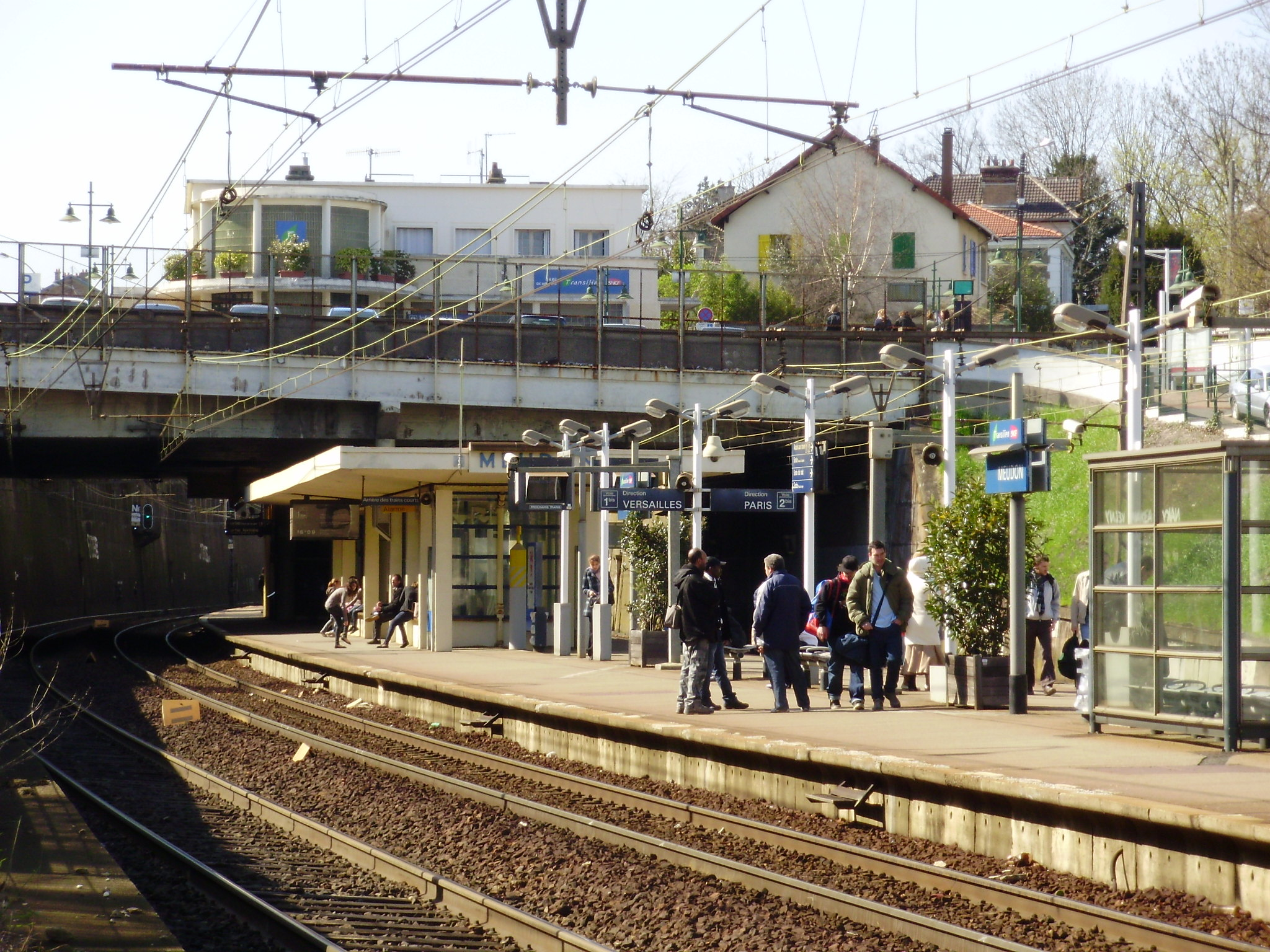
Le quai central avec au-dessus le bâtiment voyageurs.
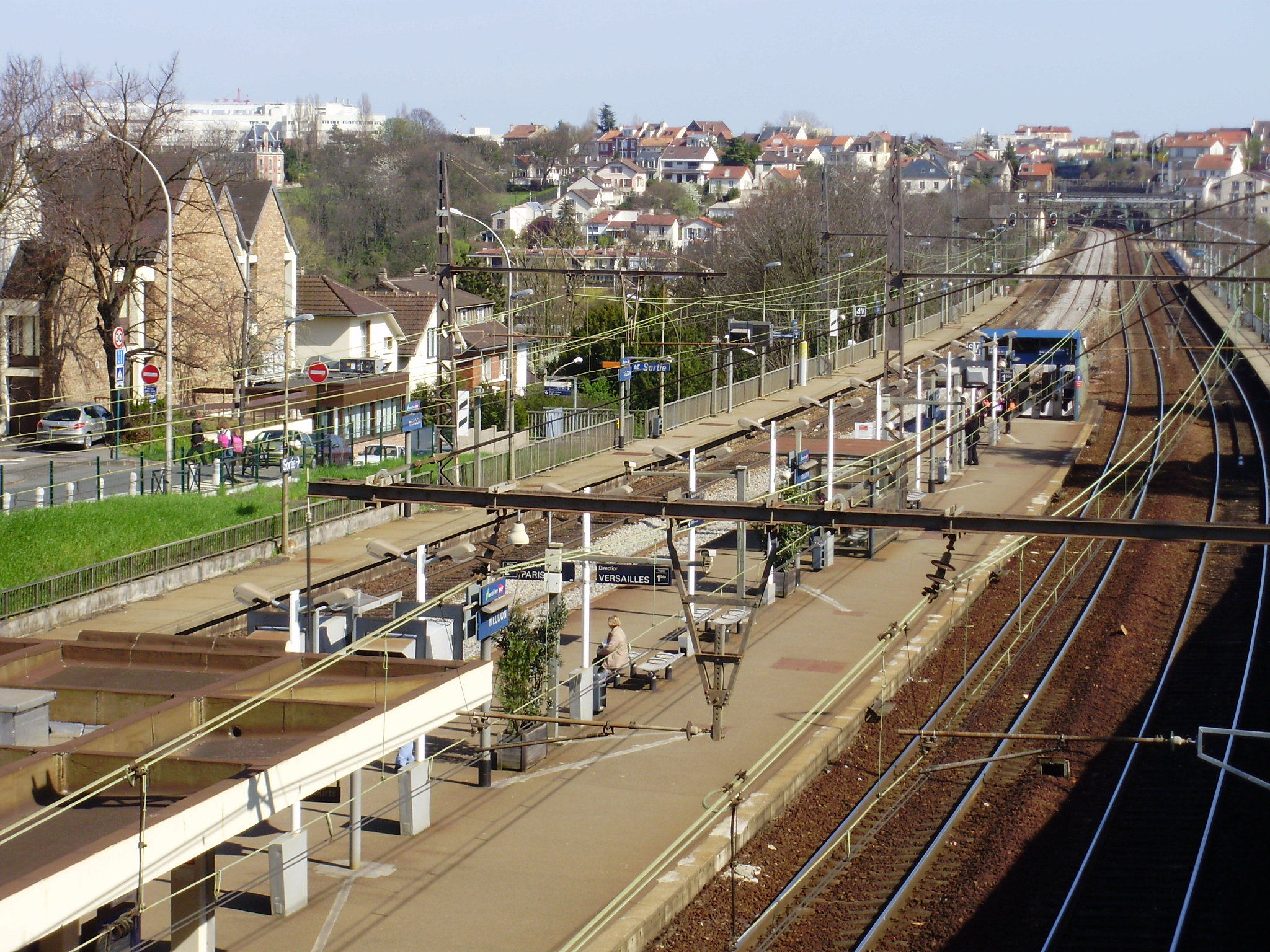
Le quai central et les quais latéraux décalés.